# Ferry Osaka
Le Ferry Osaka (フェリーおおさか, Ferī Ōsaka) est un ferry ayant appartenu à la compagnie japonaise Meimon Taiyō Ferry. Construit entre 1991 et 1992 aux chantiers Saiki Jukogyo de Saiki, il est mis en service en janvier 1992 sur les liaisons entre Ōsaka et Kitakyūshū, au nord-est de l'île de Kyūshū. Remplacé fin 2015 par de nouvelles unités, il est cédé à la société indonésienne Atosim Lampung Pelayaran (ALP) qui le renomme dans un premier temps Golden Bird 5 puis Mutiara Sentosa II. Il navigue depuis lors sur les lignes reliant les provinces indonésiennes de Java oriental et du Kalimantan oriental.

## Histoire

### Origines et construction
Depuis la fin des années 1980, la compagnie Meimon Taiyō Ferry, issue de la fusion en 1984 des armateurs Meimon Car Ferry et Taiyō Ferry, entreprend le renouvellement de sa flotte alors constituée des apports des deux compagnies historiques. Dans l'optique de s'aligner sur les navires concurrents mais également de disposer d'un outil naval performant, deux premiers navires neufs avaient été mis en service en 1989 afin de remplacer les anciennes unités de Taiyō Ferry. Dans la continuité de ce projet, deux navires supplémentaires sont commandés au chantiers Saiki Jukogyo pour remplacer cette fois-ci les navires Ferry Sumiyoshi et Ferry Hakozaki, issus de l'ancienne flotte de Meimon Car Ferry.
Présentant des caractéristiques similaires à celles des New Orion et New Pegasus, précédents navires construits pour la compagnie, les futures unités se démarquent cependant de leurs aînés en arborant une conception plus moderne tranchant avec les anciens navires de la compagnie. Ainsi le changement le plus notable est l'évacuation des gaz qui se fait à présent au moyen d'une cheminée unique, là où leur prédécesseurs sont équipés de deux cheminées latérales. Les aménagements intérieurs sont également conçus selon les derniers standards en matière de confort, bien que les installations soient les mêmes que celles de la précédente paire. Ils disposent cependant de plus de cabines privatives et même de suites à l'avant. Destinés à naviguer entre Ōsaka et Kitakyūshū, les deux navires sont baptisés symboliquement Ferry Osaka et Ferry Kitakyushu.
Premier des deux navires à être construit, le Ferry Osaka est lancé le 26 septembre 1991. Après deux mois et demi de finitions, il est livré à Meimon Taiyō Ferry le 16 janvier 1992.

### Service

#### Meimon Taiyō Ferry (1992-2015)
Le Ferry Osaka est mis en service le 22 janvier 1992 entre Ōsaka et Kitakyūshū en remplacement de l'ancien Ferry Sumiyoshi. Au mois d'avril, il est rejoint par son jumeau le Ferry Kitakyushu. À cette même période, le navire se voit inscrire sur sa coque bleue la nouvelle marque commerciale City Line.
Dans la matinée du 11 juillet 1993, alors qu'il navigue dans la mer de Harima au milieu d'un banc de brouillard, le Ferry Osaka s'écarte du chenal afin d'éviter des bateaux de pêche arrivant en sens inverse mais une erreur de navigation lui fait heurter le fond, occasionnant quelques dommages au niveau de la coque ainsi que sur trois véhicules dans le garage.
À la fin de l'année 2002, le Ferry Osaka et son jumeau sont transférés sur les départs de fin d'après-midis en raison de l'entrée en flotte des sister-ships Ferry Kyoto 2 et Ferry Fukuoka 2.
Au début des années 2010, Meimon Taiyō Ferry commence à envisager le remplacement à court terme du Ferry Osaka et du Ferry Kitakyushu. Les deux navires ayant dépassé les vingt ans de carrière, il apparaît alors opportun de les remplacer par des unités neuves plus imposantes.
À la fin de l'année 2015, la compagnie prend livraison des nouveaux Ferry Osaka II et Ferry Kitakyushu II. Le Ferry Osaka achève sa dernière traversée pour le compte de Meimon Taiyō Ferry le 16 septembre. Retiré de la flotte, il est cédé peu de temps après à la société indonésienne Atosim Lampung Pelayaran (ALP).

#### Atosim Lampung Pelayaran (depuis 2015)
Réceptionné par son nouveau propriétaire, le navire quitte le Japon sous le nom de Golden Bird 5 afin de rejoindre l'Indonésie. Arrivé à destination, il est rebaptisé Mutiara Sentosa II est mis en service dans l'archipel indonésien entre les îles de Java et Bornéo.
Malgré le changement de propriétaire, le navire conserve sa livrée originale avec l'inscription « City Line » sur sa coque. Seule sa cheminée est modifiée avec l'ajout du logo d'ALP. Cette dernière décidera par la suite de s'inspirer de la livrée du navire afin de définir son identité visuelle. Ainsi, durant les années qui suivent, tous les autres navires de sa flotte voient leur coques repeintes en bleu avec l'inscription City Line. Quelques années plus tard, la compagnie fera l'acquisition de plusieurs autres ferries venant du Japon qui arboreront par conséquent la livrée bleue, donnant lieu à une situation où d'anciens navires des compagnies Shin Nihonkai Ferry ou MOL Ferry se verront parés de couleurs similaires à celles de Meimon Taiyō Ferry.

## Aménagements
Le Ferry Osaka possède 8 ponts. Si le navire s'étend en réalité sur 10 ponts, deux d'entre eux sont inexistants au niveau des garages afin de permettre au navire de transporter du fret. Les locaux passagers occupent les ponts 5 et 6 tandis que l'équipage loge sur le pont 7. Les garages se situent sur les ponts 1, 2, 3 et 4.

### Locaux communs
À l'époque japonaise, les aménagements du Ferry Osaka se composaient essentiellement d'un restaurant situé au milieu du pont 5, une grande terrasse extérieure sur le ponts 6 et des installations dédiées au divertissement sur le pont 5 telles qu'une salle de Mahjong, une salle d'arcade et une salle de jeux pour enfants. Le navire était également équipé sur le pont 5 de deux bains publics traditionnels japonais avec vue sur la mer (appelés sentō), l'un pour les hommes et l'autre pour les femmes à bâbord, ainsi que d'une boutique.

### Cabines
À bord du Ferry Osaka, les cabines sont situées majoritairement sur le pont 6. Le navire est équipé de quatre cabines Deluxe, de 33 cabines de 1re classe, de 20 cabines de catégorie B, de six dortoirs Tourist et de sept dortoirs Economy.

## Caractéristiques
Le Ferry Osaka mesure 160 mètres de long pour 25 mètres de large, son tonnage est de 9 479 UMS (le tonnage des car-ferries japonais étant défini sur des critères différents, il est en réalité plus élevé). Il peut embarquer 814 passagers et possède un spacieux garage pouvant embarquer 160 remorques et 100 véhicules. Le garage est accessible par l'arrière au moyen d'une porte axiale mais aussi par l'avant à l'aide d'une porte rampe. Des accès menant au garage supérieur sont également présents. La propulsion du Ferry Osaka est assurée par deux moteurs diesel SEMT Pielstick 18PC2-6V développant une puissance de 19 858 kW entrainant deux hélices à pas variables faisant filer le bâtiment à une vitesse de 22,9 nœuds. Il est aussi doté d'un propulseur d'étrave ainsi que d'un stabilisateur anti-roulis. Les dispositifs de sécurité sont essentiellement composés de radeaux de sauvetage mais aussi d'une embarcation semi-rigide de secours.

## Lignes desservies
Pour Meimon Taiyō Ferry de 1992 à 2015, le Ferry Osaka était affecté à la liaison entre Ōsaka et Kitakyūshū. Au début de sa carrière, il était positionné sur les traversées partant en début de soirée pour une arrivée à destination le lendemain matin. À compter de 2002, il assurait les rotations partant en fin d'après-midi pour une arrivée très tôt dans la matinée.
Depuis 2015, le navire navigue sur les lignes de Atosim Lampung Pelayaran reliant les provinces indonésiennes de Java oriental et du Kalimantan oriental entre Surabaya et Balikpapan.